# Joey Luthman
Joseph Gregory Wagner „Joey” Luthman (ur. 14 stycznia 1997 w Dayton) – amerykański aktor najbardziej znany z roli Rada Ferrisa w serialu Trawka. Ma troje rodzeństwa: Jonathana Shine’a, Julien Shine i Lauren Shine.

## Filmografia

### Filmy
- 2007: The Whistler jako Adam
- 2007: Negotiations jako Młody Casey Bennett
- 2007: The Lost Boy jako Andy
- 2007: Love Sophie jako Sam
- 2008: 1% jako Doc
- 2008: Stars and Suns jako Ben
- 2008: King of the Cardboard People jako Sebastian
- 2008: Big Fat Important Movie jako skaut
- 2008: Last Meal
- 2009: Miss March
- 2009: Forget Me Not jako Młody Eli Channing
- 2009: The Father jako Jacob
- 2010: The Sinners jako Jacob
- 2010: Quest jako Oliver
- 2010: Suppressant jako Ralphie
- 2010: Kissing Strangers jako Młody Dean
- 2010: Mad Dog and the Flyboy jako Billy Thompson
- 2011: Zła kobieta jako chłopiec z ósmej klasy

### Seriale
- 2007: Human Giant
- 2007: Faceci na topie
- 2008: Powrót na October Road jako Młody Philip Farmer
- 2008: Trawka jako Rad Ferris
- 2008: Jedenasta godzina jako Jesse Freeman
- 2008: Prywatna praktyka jako Porter
- 2008, 2009: iCarly jako Dave
- 2009: Prywatna praktyka jako Evan
- 2010: Zaklinacz dusz jako Joey
- 2010: Bezimienni jako Matthew Clarke
- 2011: Z kopyta jako Emmitt
- 2011: Jess i chłopaki jako student w retrospekcjach
- 2012: How to Rock jako Craig Kronberg